# 尾坂徳司
尾坂 徳司（おざか とくじ、1920年2月4日 - 1997年6月25日）は、日本の中国文学者、法政大学名誉教授。中国近現代文学専門。
東京出身。北京大学中国学科卒業。東亜同文書院大学教授を務めた後、法政大学教養部教授を務め、1991年定年、名誉教授。1997年6月25日、消化管出血のため死去。

## 著書
- 丁玲入門 1953 (青木文庫)
- 中国新文学運動史 政治と文学の交点・胡適から魯迅へ 法政大学出版局 1957
- 続・中国新文学運動史 (抗日闘争下の中国文学) 法政大学出版局 1965
- 蕭紅伝 ある中国女流作家の挫折 燎原書店 1983.1
- かえり見すれば 勁草出版サービスセンター 1990.12
- 四川・雲南・ビルマ紀行 作家・艾蕪と二〇年代アジア 東方書店 1993.5

## 翻訳
- 金瓶梅 全4巻 東西出版社 1948-1949 (もだん・らいぶらりい)
- 隔簾花影 続 金瓶梅 千代田書房 1950
- 肉蒲団 千代田書房 1950
- 真夜中 茅盾 千代田書房 1951
- 丁玲作品集 新中国文学選集 岡本隆三共訳 1953 （青木文庫
- 魯迅選集 第4巻 雑感集 第2 1954 (青木文庫)
- 茅盾作品集 青木書店 1955 (新中国文学選集)